# محمود بن نصر بن صالح المرداسي
محمود المرداسي:هو محمود بن نصر بن صالح بن مرداس عز الدولة. أحد الأمراء المرداسيون أصحاب حلب وليها سنة 452 هـ ووجه إليه الفاطميون عمه ثمال بن صالح فانتزعها منه سنة 454 هـ وتوفي ثمال بعد عام، فوليها عطية بن صالح، فأغار عليه محمود فانتزعتها منه سنة 457 وقوي أمره وصفا له جوها فاستمر إلى أن توفي. كان شجاعا فيه حزم.
قال ابن العماد صاحب شذرات الذهب :
كان يداري المصريين والعباسيين لتوسط ملكه بينهما .
قيل إنه مات بسبب عشقه لجارية كانت تملكها زوجته وكانت تمنعه منها ..
مدحه الشاعر ابن حبوس بقصائد .